# Beton
Beton je smjesa cementa, agregata (drobljeni kameni, riječni separirani; određenih granulometrijskih svojstava),  vode, i/ili dodataka betonu.

## Vrste betona prema namjeni
- Pumpani beton upotrebljava se kada se zahtijeva transport betona cijevima (beton pumpa) pri prijenosu gotovog betona na veće ili više udaljenosti
- Mlazni beton utiskuje se posebnim mlaznicama pod visokim tlakom u i ispod podloge
- Lagani beton kako beton ima zapreminsku masu od 2400 kg/m3 ovoj vrsti betona se dodaje granulirani stiropor koji mu smanjuje zapreminsku masu na 800 - 1600 kg/m3
- Beton otporan na smrzavanje beton s deklariranom otpornošću na smrzavanje i/ili soli za odmrzavanje. Razredi otpornosti XF1 do XF4
- Vodonepropusni beton je beton s deklariranom otpornošću na prodor vode pod tlakom. Ni jedan beton nije vodonepropusan. Razredi otpornosti VDP1 do VDP3, odnosno, od <10mm do <50mm
- Sporovezujući beton dodatkom usporivača ova vrsta betona ima svojstvo da produžuje vrijeme vezivanja (pogodan prilikom transporta na velike udaljenosti)

## Razred tlačne čvrstoće betona
Tlačna čvrstoća betona je jedno od osnovnih svojstava betona, odnosno, razredovanja betona. Ista predstavlja vrijednost tlačne čvrstoće betona pri jednoosnom centričnom opterećenju, ispitano nakon 28 dana izražena u N/mm2 na uzorcima kocke ili valjka, najčešće kocke 15x15x15 cm.

## Vanjske poveznice
- beton Hrvatska tehnička enciklopedija, portal hrvatske tehničke baštine. LZMK